# Sagiri
Il Sagiri (狭霧? lett. "Nebbia") è stato un cacciatorpediniere della Marina imperiale giapponese, quattordicesima unità appartenente alla classe Fubuki. Fu varato nel dicembre 1929 dal cantiere di Uraga.
Appartenente alla 20ª Divisione, al principio della guerra nell'Oceano Pacifico fornì protezione ai convogli che sbarcarono le truppe della 25ª Armata in Malaysia e nel Borneo britannico; proprio al largo della cittadina di Kuching, però, fu distrutto il 24 dicembre 1941 da un siluro lanciato dal sommergibile olandese K-XVI.

## Servizio operativo
Il cacciatorpediniere Sagiri fu ordinato nell'anno fiscale edito dal governo giapponese nel 1927. La sua chiglia fu impostata nel cantiere navale di Uraga, gestito dalla compagnia omonima, il 28 marzo 1929 e il varo avvenne il 23 dicembre dello stesso anno; fu completato il 30 gennaio 1931. La nave formò con l'Amagiri, l'Asagiri e lo Yugiri la 20ª Divisione, dipendente dalla 3ª Squadriglia della 1ª Flotta. Tra 1940 e 1941 il comando fu assunto dal capitano di corvetta Koshichi Sugioka.
Il 20 novembre 1941 il Sagiri seguì la divisione d'appartenenza e l'intera 3ª Squadriglia da Kure a Samah sull'isola di Hainan, raggiunta il 26. Il 4 dicembre fu assegnato alla scorta dell'incrociatore pesante Chokai, che salpò per coprire a distanza le prime operazioni anfibie sulle coste orientali della Malaysia. Riusciti senza particolari problemi gli sbarchi, le due unità rientrarono alla baia di Cam Ranh l'11. Cinque giorni dopo il Sagiri partì assieme alla formazione in difesa del gruppo di trasporti e unità leggere incaricato di portare reparti della 25ª Armata nel Borneo britannico. L'operazione riuscì ma il 24 dicembre, al largo di Kuching (1°34′N 110°21′E), il Sagiri fu vittima del sommergibile olandese Hr. Ms. K-XVI che lo colpì con un siluro il quale, forse, fece saltare in aria il deposito munizioni poppiero. Con la sezione posteriore del tutto diroccata, lo scafo affondò rapidamente e oltre metà dell'equipaggio, vale a dire 121 uomini, perì. Tra i superstiti recuperati dallo Shirakumo e da un dragamine ci fu anche il comandante Sugioka, che in seguito fu messo a capo del cacciatorpediniere Arashi.
Il Sagiri fu rimosso dai ruoli della Marina imperiale il 15 gennaio 1942.